# Paciano de Barcelona
San Paciano (310-391), obispo de Barcelona, fue uno de los padres de la Iglesia, influido especialmente por los modelos exegéticos y teológicos africanos. Estuvo interesado, especialmente, en la penitencia.
Casado y con, al menos, un hijo —Flavio Lucio Dextro que llegó a ser praefectus praetorii— fue obispo de Barcelona en el siglo IV (probablemente, ordenado después del 343). Murió entre el 379 y 393. 
Entre sus obras destacan Cervus, dedicada al paganismo de las celebraciones del año nuevo y Paraenesis sive exhortatorius libellus ad paenitentiam, en la que distingue entre distintos tipo de pecados (cotidianos y graves), y anima a los fieles a confesar estos. En su sermón De baptismo demuestra conocer ya y emplear la teología sobre el pecado original. Además es autor de la significativa frase: Christianus mihi nomen est, catholicus cognomen (Cristiano es mi nombre, católico mi apellido). En su defensa de la confesión, destacó en la condena del Novacianismo, doctrina herética la cual propugnaba una línea de pureza tal del cristianismo que llegara a negar la absolución de los lapsos, afirmando que la Iglesia no tiene poder para dar la paz a los que renegaron de la fe en la persecución ni tampoco a los que cometieron algún pecado mortal. A esta idea contraria a la fe católica, contra la que ya había luchado San Cipriano, se opone Paciano junto con su coetáneo San Ambrosio.
En el año 2023, un estudio de Jesús Alturo i Perucho y Tània Alaix i Gimbert ha visto en los escritos de Paciano de Barcelona los primeros pálpitos del catalán cuando usa términos como ceruulus 'cèrvol' o subinde 'sovint' o utiliza la expresión si te placet por 'si us plau', entre muchas otras.